# Elliðaár
Die Elliðaár [ˈɛtlɪðaˌauː] ist ein Fluss im Südwesten Islands.

## Name
Der Name, dessen Grundwort ein Plural von „á“ = Fluss ist, stammt gemäß Landnahmebuch vom Schiff eines der ersten Besiedler Islands im 9. Jahrhundert, welches Elliði hieß.

## Geografie
Die genaue Quelle des Flusses ist nicht ganz klar.
Seine Quellflüsse liegen eigentlich im vulkanischen Gebirgszug der Bláfjöll. Auf dem Weg zur Bucht Elliðavogur in Reykjavík durchqueren sie das Naturschutzgebiet Heiðmörk. Aber der Fluss Elliðaár fließt aus dem See Elliðavatn und am Westrand von Reykjavík am Freilichtmuseum Árbæjarsafn vorbei. Auf seinem Weg zum Meer bildet der Fluss innerhalb des Hauptstadtgebietes einige kleine Wasserfälle.

## Geschichte
Das Eigentumsrecht und vor allem die Angelrechte am Fluss waren wegen dessen Lachsen immer schon begehrt.
Der Fluss war nachweislich schon früh Eigentum des mittelalterlichen Augustinerklosters auf der Insel Viðey. Nach der Reformation im 16. Jahrhundert gelangte er in den Besitz des dänischen Königs.
Im Jahre 1853 schließlich verkaufte das dänische Königshaus die Rechte am Fluss an den Reykjavíker Kaufmann Ditlev Thomsen. Nachdem dessen Sohn diese geerbt hatte, ergab sich ein Rechtsstreit um die Rechte, der nicht weniger als 14 Jahre andauerte. Zwischen 1900 und 1906 war der Fluss kurzfristig Eigentum eines Engländers, eines gewissen Mr. Payne, danach war er Eigentum der Stadt Reykjavík bis 1921.

## Kraftwerk Elliðaárvirkjun
An diesem Fluss wurde 1921 das erste Elektrizitätswerk zur Versorgung von Reykjavík errichtet. In den Gebäuden gibt es ein Museum darüber. Hölzerne Wasserleitungen davor zeugen auch noch davon. Der Fluss gehörte seither den Elektrizitätswerken, die auch über die Angelrechte verfügen.

## Tal Elliðaárdalur
Beim Elliðaárdalur handelt es sich um eines der Naherholungsgebiete von Reykjavík mit vielen Wander- und Radwegen. Es gibt auch ein Schwimmbad, einen kleinen Skilift sowie Reitställe und -pfade.
Seit dem Beginn des 20. Jahrhunderts hat man sich hier um Wiederaufforstung bemüht. Man findet Wäldchen mit Birken, Föhren, Tannen und Fichten.
Außerdem eignet sich das Tal zur Vogelbeobachtung mit insgesamt 60 Arten, darunter Schwäne, 8 verschiedene Entengattungen und viele Singvögel wie die Drossel.

## Vulkanismus
Auf dem Grund des Tales liegt Basalt. Es handelt sich v. a. um Laven einer vulkanischen Eruption der Leitin-Krater in den Bláfjöll, einem Teil des Vulkansystems der Brennisteinsfjöll vor 4.500 Jahren.